# Wilson Eduardo
Wilson Bruno Naval da Costa Eduardo (Pedras Rubras, 8 de julho de 1990), conhecido apenas como Wilson Eduardo, é um futebolista português naturalizado angolano que atua como atacante. Atualmente joga pelo FC Alverca.[carece de fontes?]

## Primeiros anos
Nascido em Pedras Rubras, Wilson Eduardo jogou nas categorias de base do GD Vilar e do Porto entre 1999 e 2004, ano em que foi para o Sporting. Foi nos Leões que o atacante se profissionalizou na temporada 2008–09, mas não entrou em campo nenhuma vez.[carece de fontes?]
Seu primeiro jogo oficial foi no Real Massamá (15 partidas e 2 gols no total), e também defendeu o Portimonense (segunda divisão), ambos por empréstimo. Foi no clube algarvio que Wilson Eduardo teve destaque no acesso à primeira divisão de 2010–11, jogando 10 partidas e fazendo 3 gols. Até 2013, seguia fora dos planos do Sporting, que o emprestaria para outros 3 times (Beira-Mar, Olhanense e Académica)
Em agosto de 2013, fez sua estreia como atleta profissional do Sporting na vitória por 5 a 1 sobre o Arouca, e em abril de 2014 faria um único jogo pelo time B dos Leões, contra o Feirense. Esta partida terminou com vitória do Sporting B por 2 a 1, com um gol do atacante.
Sua primeira experiência fora de Portugal foi no Dínamo de Zagreb, em seu sexto empréstimo na carreira. No time croata, disputou apenas 10 partidas e fez um gol, sagrando-se campeão nacional em 2014–15, e na Copa da Croácia, entrou em campo apenas uma vez. Em 2015 jogou também por empréstimo no ADO Den Haag antes de voltar a seu país natal para defender o Braga após o término de seu contrato com o Sporting. Apenas na Primeira Liga, Wilson Eduardo disputou 98 jogos e fez 30 gols com a camisa dos Minhotos (em todas as competições, foram 154 jogos e 46 gols marcados), sagrando-se campeão da Taça de Portugal de 2015–16 e da Taça da Liga de 2019–20.
Em julho de 2020, após não renovar seu contrato com o Braga, assinou com o Al Ain. Um ano depois, foi dispensado após não constar nos planos do treinador ucraniano Serhiy Rebrov, e em agosto de 2021 foi anunciado como novo jogador do Alanyaspor.

## Carreira internacional
Entre 2005 e 2012, representou as seleções de base de Portugal, com destaque para sua passagem pelo time Sub-19, onde disputou 20 jogos e fez 6 gols. Em 2013, recebeu uma sondagem do técnico uruguaio Gustavo Ferrín para defender Angola, mas rejeitou o pedido alegando que pretendia esperar uma possível convocação à seleção principal de Portugal.
Após não ter sido lembrado nenhuma vez para defender a seleção de seu país, Wilson Eduardo mudou sua decisão e passou a representar os Palancas Negras em nível internacional, sendo o autor do gol na vitória por 1 a 0 sobre Botsuana, que foi ainda seu primeiro jogo pela nova seleção. Este resultado classificou Angola para a Copa das Nações Africanas, onde participou dos 3 jogos de Angola, que foi eliminada ainda na primeira fase ao empatar 2 vezes (0 a 0 com a Mauritânia e 1 a 1 com a Tunísia) e perdendo por 1 a 0 frente ao Mali.

## Títulos conquistados

### Dínamo Zagreb
- Campeonato Croata (1): 2014–15
- Copa da Croácia (1): 2014–15

### Braga
- Taça de Portugal (1): 2015–16
- Taça da Liga (1): 2019–20